# La Donna
La Donna est une revue bimensuelle féministe italienne publiée de 1868 à 1890. Elle fut le principal organe pour l’émancipation des femmes en Italie à la fin du XIXe siècle.

## Historique
Alaide Gualberta Beccari, féministe italienne, fonde La Donna en 1868 à 26 ans. Elle le dirige pendant toute son existence. C’est le premier périodique rédigé exclusivement par des femmes. En 1878, la revue suit Beccari lors de son déménagement à Bologne.
Son objectif est l'émancipation des femmes, montrant qu'elles pouvaient rivaliser avec les hommes. Dans le but d'accroître les connaissances de ses lecteurs, la revue publie de nombreux ouvrages poétiques.
La revue est influencée par les enseignements de Giuseppe Mazzini, notamment que rien ne s'obtient sans sacrifice et travail acharné. Peu conventionnelle, la revue propose de briser les normes de la société où les femmes avaient pour rôle : se marier, procréer, s'occuper de la famille et s'engager dans des activités caritatives.
Les journaux conservateurs et catholiques accusent la revue de semer la confusion.
La publication de La Donna cesse en 1890, à la suite de difficultés financières et du mauvais état de santé de Becarri.

## Collaboratrices
- Marina Astori[6]
- Elena Ballio[2]
- Giulia Cavallari Cantalamessa (it)[4]
- Evelina Cattermole[7]
- Fanny Lewald[4]
- Anna Maria Mozzoni[2],[8]
- Ernesta Napollon[4]
- Sarina Nathan[4]
- Giorgina Saffi[2]
- Maria Antonietta Torriani[9]
- Luisa Tosco[2]